# ناصر الحاني
ناصر الحاني (1917 - 10 نوفمبر 1968) أديب وأكاديمي ودبلوماسي عراقي.

## حياته وعمله
ولد ناصر محمد ظاهر الحاني في بلدة عانة سنة 1917. تخرج في دار المعلمين ببغداد سنة 1943 وواصل دراسته في كلية الآداب بالقاهرة فأحرز شهادة ليسانس في الآداب 1947 ونال الدكتوراه في الفلسفة من جامعة لندن سنة 1950.

عُيّن مدرساً في كلية الآداب في نوفمبر 1950. و نُقل مديرا للبعثات في وزارة المعارف (1951) فأستاذاً مساعداً بكلية الآداب (1954). وألقى في تلك السنة محاضرات في معهد الدراسات العربية العالية بالقاهرة، ثم عُيّن ملحقاً ثقافياً في السفارة العراقية في واشنطن (أيلول 1954)، وانتدب أستاذاً في جامعة لندن (1959). وانتقل إلى وزارة الخارجية مديراً عاماً للعلاقات (مارس 1960) فسفيراً في بيروت (أغسطس 1961) وأضيفت إلى عهدته سفارة اليونان أيضاً. ونُقل سفيراً في دمشق (يوليو 1962) فسفيراً في ديوان وزارة الخارجية، وأسندت إليه وكالة الوزارة في يوليو 1963. ومثّل الجمهورية العراقية بعد ذلك سفيراً في واشنطن (1964) ثم بيروت (فبراير 1967). وأصبح وزيراً للخارجية من 18 يوليو 1967 إلى 30 يوليو 1968، ثم عُيّن سفيراً في ديوان وزارة الخارجية.

وقد اغتيل ببغداد في 10 نوفمبر 1968. 

## مؤلفاته
کتب باللغتين الإنجليزية والعربية وحقق شعر الراعي النميري في سنة 1964. وكتب عدا ذلك دراسات ومقالات عديدة وأبحاثاً عن العراق في بعض دوائر المعارف الأميركية وغيرها. من مؤلفاته: 
- نقد وأدب: 1946.
- النقد الأدبي وأثره في الشعر العباسي: 1955
- جميل صدقي الزهاوي: 1954 (محاضرات ألقاها بالقاهرة)
- من اصطلاحات الأدب الغربي: 1958
- الأدب العربي وأعلامه (بالاشتراك مع آخرين) 1952
- أوراق : 1968، مجموعة مقالات أدبية ونقدية.
- في الحضارة العربية:صور عباسية: 1968
- المصطلح في الأدب العربي: 1968.